# トラ・コネ
『トラ・コネ』（Triangle Connection）は、2008年公開の日本映画。製作・配給は、株式会社T×Tプロ。

## 概要
大阪の街を舞台に天才数学者、女子高生、往年のヒーロー（スターシャドウ）が繰り広げるノンストップアクションムービー。

## キャスト
- 町田タケヒコ：杉浦太陽
- エルナ：佃井皆美
- マリア：岩田ゆい
- ユイカ：澤田祐衣
- 金森ダイゴロウ：大葉健二
- 草野岩夫：遠藤憲一
- 桑原：我修院達也
- 今村ヨウヘイ：武智健二
- 城田：渡洋史
- 荒熊：八田浩司
- 西岡：恩地徹
- カルロス：藤原浩太郎
- 古沢頼子：成嶋涼
- 飯塚：島津健太郎
- 重本：丸山銀也
- 倉木：秀士
- ジェフ：ダン・ケイン
- スティーブン：ディオン・マクナマラ
- ケビン：ポール・ウィットン
- 村雨忍：佐渡山順久
- 田代：宇野山和夫
- 三木：澤野和馬
- ヨシエ：谷本奈緒
- コトエ：本木香吏
- キクエ：吉沢キヨ
- シズカ：恩地琳子
- 喫茶店のウェイトレス：坂上ともこ
- レイ：南百合子
- レイの友達：花田彩香
- セレブ気取りの女：紅音ほたる
- 三角洋子：宮村優子
- 岡雄貴
- 奥野剛

## スタッフ
- エグゼクティブプロデューサー：大葉健二
- ゼネラルプロデューサー：長谷川英吉
- ラインプロデューサー：佐渡山順久
- アクション監督：西本良治郎
- 音楽監督：Neo
- 撮影：立花宣
- 監督・脚本：北﨑一教

## 評価
当時、ビデオからDVDに媒体が移行しつつあった時に、低予算映画もVシネマからDVDストレートに移行しはじめた時に、T×Tプロ初の映画作品として企画された劇場映画。
2008年には、東京のアップリンク・ファクトリー、神奈川のシネマ・ジャック＆ベティ、大阪のシネ･ヌーヴォX、兵庫のCINEMAしんげき2、広島の横川シネマ、愛媛のシネマルナティック湊町、名古屋のシネマスコーレ、埼玉のワーナーマイカルシネマ 浦和美園、埼玉ワーナーマイカルシネマ 羽生、茨城のワーナーマイカルシネマ 守谷、大阪のワーナーマイカルシネマ 茨木、福岡のワーナーマイカルシネマ 福岡ルクルと、ワーナーマイカルシネマ 筑紫野、熊本のワーナーマイカルシネマ 熊本クレアなどで、順次、公開された。